# Zdzisław Czaplicki
Zdzisław Czaplicki, né à Varsovie le 4 septembre 1874; mort à Cracovie le 23 décembre 1947, est un médecin polonais.

## Biographie
Zdzisław Czaplicki étudie à Varsovie puis à l'université Jagellonne où il obtient un doctorat. Il s'installe à Zakopane en 1897 où il devient un membre actif de la Société des Tatras et participe à plusieurs expéditions d'alpinisme, entre autres au Baranie rohy.
Médecin puis co-vice-directeur avec Bronia Dluska (1903-1906) du sanatorium de Kazimierz Dłuski à Kościelisko ainsi que dans son cabinet privé à Zakopane, il sert dans l'armée autrichienne et polonaise lors de la Première Guerre mondiale où il est nommé lieutenant-colonel.
Commandant militaire du sanatorium de la Croix-Rouge à Zakopane de 1918 à 1921, il devient directeur du sanatorium de l'Institut d'assurance sociale à Varsovie (1935-1939) où il s'occupe aussi de la vie politique de la ville. En 1940, il est mis en garde à propos d'une arrestation imminente et s'enfuit à Cracovie où il vit dans la clandestinité.